# Voze
Voze è una località di circa 450 abitanti del comune di Noli, in provincia di Savona. Ubicato a 217 m sul livello del mare, dista circa 3,5 km dal capoluogo comunale.
Nella borgata si trova la chiesa parrocchiale di San Pietro, che costituiva, assieme al cimitero contiguo, nel XII secolo, il confine tra il Marchesato di Finale e la Repubblica di Noli, quest'ultima alleata della Repubblica di Genova.
A Voze è dedicata una nota poesia dell’autore ligure Camillo Sbarbaro.

## Monumenti e luoghi d'interesse

### Architetture religiose
- Chiesa parrocchiale di San Pietro, risalente al XVIII secolo.